# مدیسین شیپمن
مدیسین شیپمن (به انگلیسی: Madisyn Shipman) (زاده ۲۰ نوامبر ۲۰۰۲) بازیگر، خواننده و مدل آمریکایی است.